# Aluminiumbrug
De Aluminiumbrug (brug 222) is een ophaalbrug in Amsterdam-Centrum.
Ze overspant de Kloveniersburgwal in Amsterdam en verbindt zo de Nieuwe Doelenstraat met de Staalstraat.
Er ligt hier al eeuwen een brug. Pieter Bast tekende hier al een brug in op zijn stadsplattegrond van 1599. Deze brug is in dezelfde uitvoering te zien op de plattegrond van Balthasar Florisz. van Berckenrode uit 1625: Een houten brug met een beweegbaar middendeel. Voor de westelijke toegang tot de brug lagen de Clovereniers Doelen, de naamgever van de Nieuwe Doelenstraat en het latere hotel. In die tijd stond er nog de Svych Toren Utrecht, die toren, een dwinger genaamd, was destijds ook naamgever van de brug Dwingerbrug. Ten oosten van de brug lagen stadstimmertuinen. De gracht waar de brug overheen lag heette toen nog de Oude Cingel. De moderne geschiedenis van de brug begint in september 1875. Toen besteedde de gemeente Amsterdam aan het vervangen van het houten basculerende deel van de houten brug, die nog werd vastgelegd door Pieter Oosterhuis. Die brug, geplaatst voor 8888 gulden hield het niet lang uit. In december 1896 volgde een nieuwe aanbesteding. Er moest een brug komen, een ijzeren ophaalbrug en bijbehorende werken ter vervanging van de bestaande dubbele basculebrug no. 222. Er moest daarvoor overlegd worden met de ingenieur, chef van het hoofdbureau van de Publieke Werken waar op dat moment stadsarchitect Adriaan Willem Weissman werkte. Die brug had drie doorvaarten (twee aanbruggen) en een stalen hameipoort. In 1936 moest de scheepvaart deels voor een dag gestremd worden; er moesten werkzaamheden aan de brug verricht worden. Een aantal maanden later werd het rijdek vervangen, er kon geen rijverkeer over de brug.
In 1955 begonnen de werkzaamheden om de brug opnieuw te verbreden, de bestaande brug was zo roestig, dat het een gevaar voor relatief zwaar verkeer vormde. Door te kiezen voor een val van aluminium kon ongeveer 150.000 gulden bespaard worden. Er werd vanaf 29 augustus 1955 aan de brug gewerkt, waarbij voor het eerst in Nederland een aluminium brugdek werd geplaatst. De verbreding geschiedde van 7,40 tot 8,60 meter, bovendien schatte men in, dat het brugdek van 13,5 ton nauwelijks zwaarder was dan het origineel (13 ton) maar wel vijf keer steviger. Het brugdek alleen woog 10 ton, de uiteindelijke besparing was 130.000 gulden. Bij oplevering was de brug kennelijk al ingehaald; er zouden er al zes van dergelijke bruggen (aluminium overspanning) verspreid over de wereld liggen, maar werd wel vernoemd naar het metaal waarvan het brugdek gemaakt is. De brug, alhoewel ophaalbrug, is eind 20e eeuw/begin 21e eeuw uit de bediening gehaald. 
In de 21e eeuw wordt de brug geplaagd door toeristen, die er liefdesslotjes aanhangen. Deze relatief zware sloten vormen een bedreiging voor de relatief lichte constructie van de brug.
Het monumentenregister omschreef de brug in 2017, als zijnde een brug tussen land- en waterhoofden van baksteen met boog- en dekstukken van natuursteen. De val is geconstrueerde met stalen randliggers en een aluminium brugdek. Geklonken stalen hameipoort en balans met vakwerk maken het uiterlijk compleet. Het bewegingswerk is uitgevoerd in de vorm van kwadranten. De ophaalbrug heeft stalen hefkettingen en stalen brughekken. De balustraden vormen een mengeling van figuraties uit staal en smeedijzer.

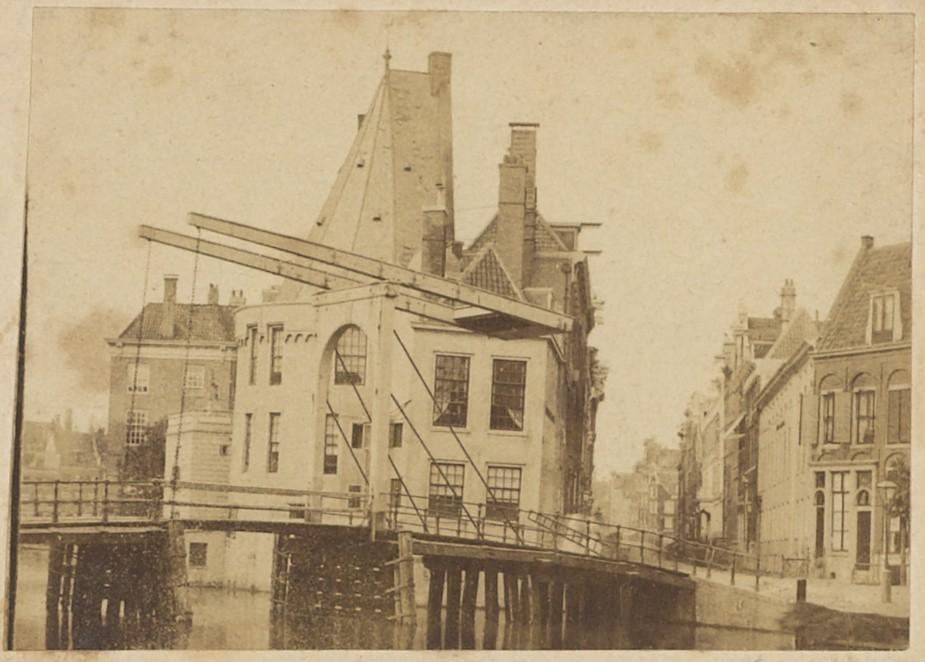
De ophaalbrug vastgelegd door Pieter Oosterhuis in de jaren zestig van de 19e eeuw met Svych Toren
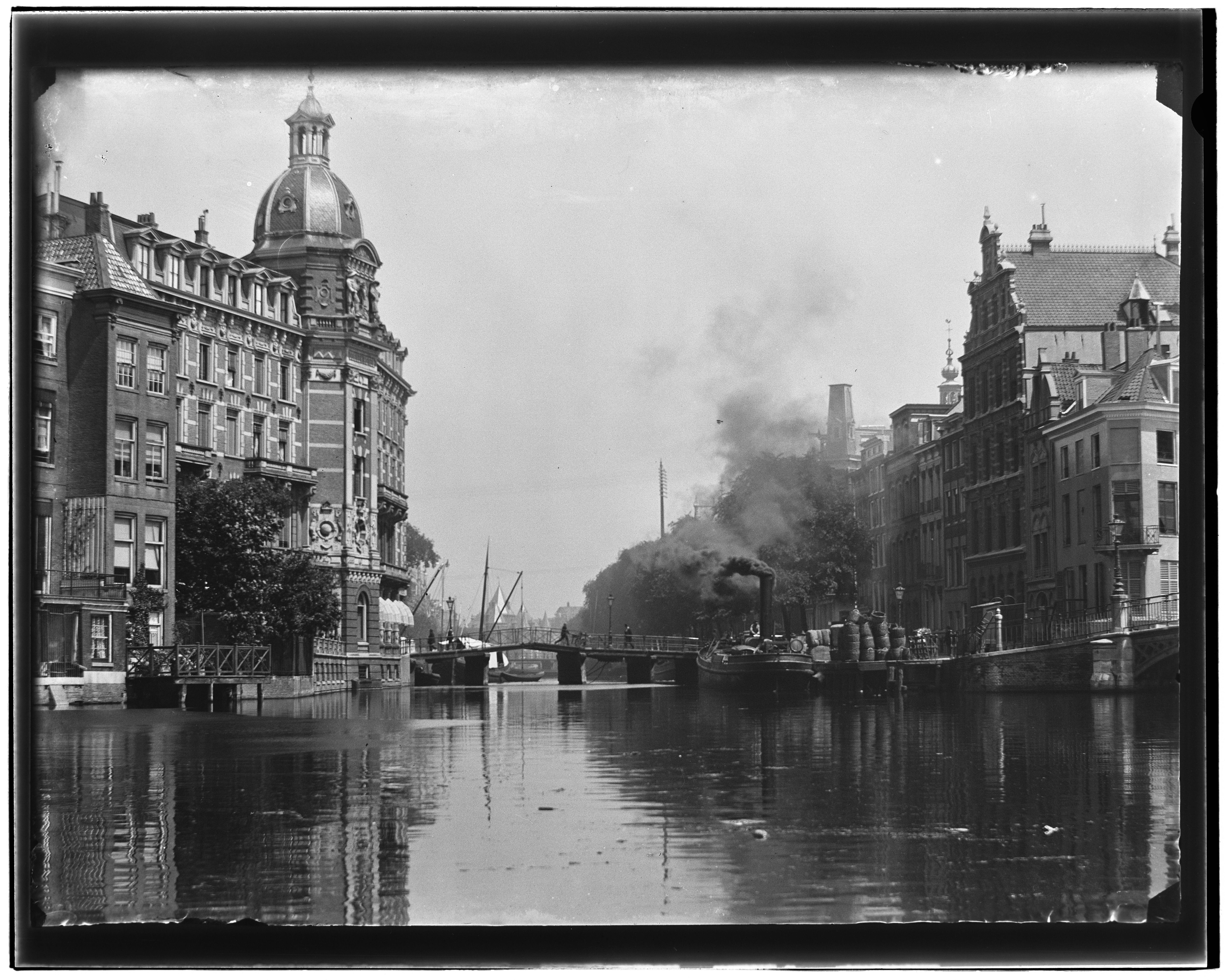
De dubbele basculebrug door Jacob Olie vastgelegd in de jaren negentig van de 19e eeuw
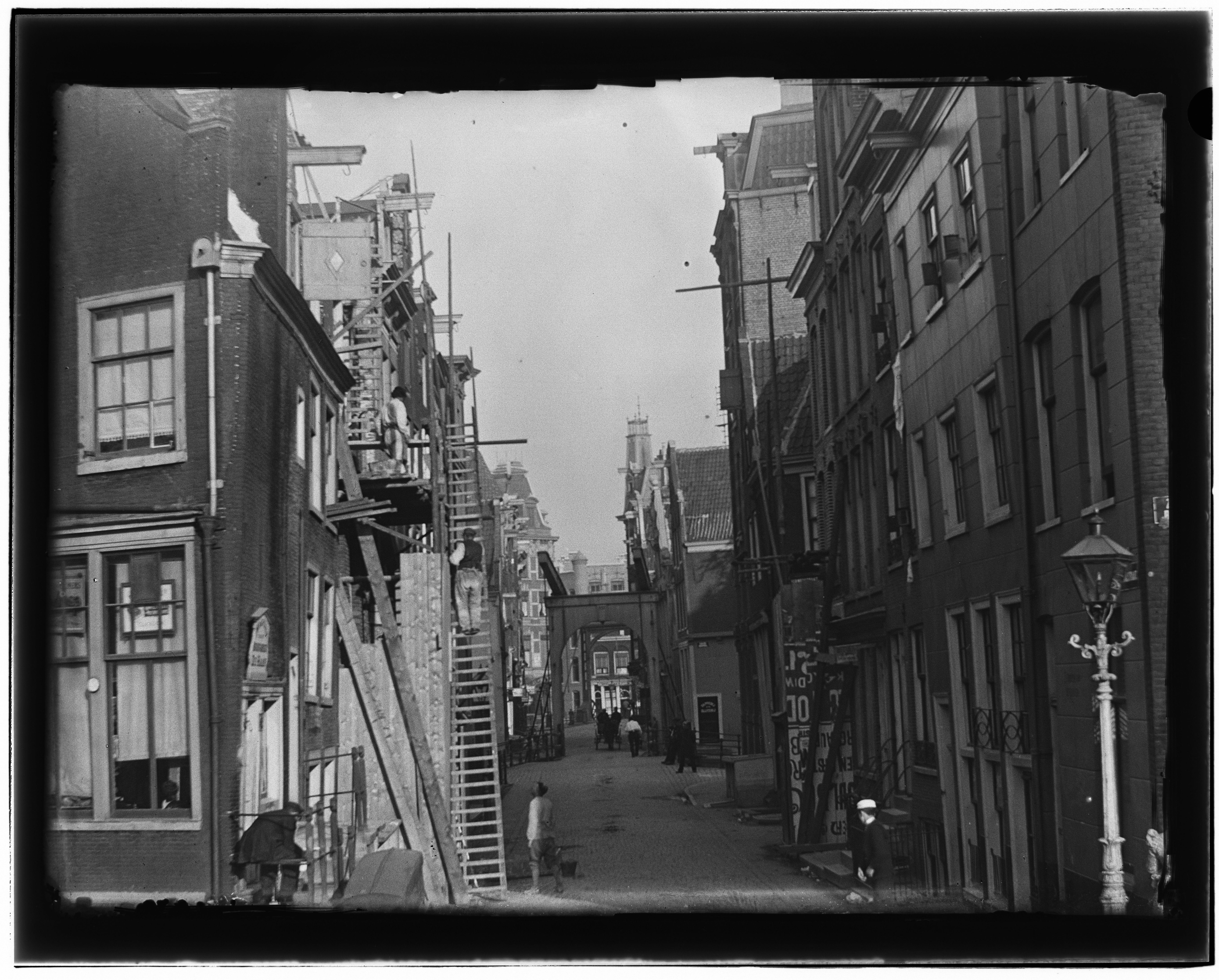
De stalen ophaalbrug niet veel later vastgelegd door Jacob Olie

<<< · 200 · 201 · 202 · 203 · 204 · 205 · 206 · 207 · 208 · 209 ·  210 · 211 · 212 · 213 · 214 · 215 · 216 · 217 · 218 · 220 · 221 · 222 · 223 · 224 · 225 · 226 · 227 · 228 · 228P · 229 · 230 · 231 · 232 · 233 · 234 · 235 · 236 · 237 · 238 · 239 ·  240 · 241 · 242 · 243 · 244 · 245 · 246 · 247 · 248 · 249 ·  250 · 251 · 252 · 253 · 254 · 255 · 256 · 257 · 258 · 259 · 260 · 261 · 262 · 263 · 264 · 265 · 266 · 267 · 270 · 271 · 272 · 273 · 274 · 275 · 277 · 278 · 279 · 280 · 281 · 283 · 285 · 286 · 287 · 288 · 289 · 290 · 291 · 292 · 293 · 295 · 296 · 297 · 298 · 299 · >>>
Brugnummers 219, 268, 269, 276, 282, 284, 294 zijn niet (meer) in omloop.